# فقير الإصطهباناتي
ميرزا علي بن محمد باقر واعظ الإصطهباناتي المتخلص بـفقير الملقب بـمُعين الشريعة (23 يوليو 1879 - 7 مايو 1932) شاعر إيراني.

## حياته
ولد يوم 3 شعبان 1296/ 23 يوليو 1879 في اصطهبانات بإقليم فارس وتعلم بها وبشيراز. وفي شيراز أصبح واعظاً شهيراً يخطب في الجامع الجديد. بدأ نظم الشعر وهو في سن الخامسة عشر. توفي في 1 محرم 1351/ 7 مايو 1932 بشيراز. 

## آثاره
- خَرابات
- خانقاه
- محادثة الشيخ والشاب
- سلة الخبز